# BBC Entertainment
BBC Entertainment est une chaîne de télévision internationale de divertissement de BBC Worldwide, lancée en octobre 2006 pour remplacer BBC Prime.
Elle est disponible en Scandinavie, en Europe de l'Est et en Afrique Du Sud, en France, au Portugal et dans le reste de l'Europe.

## Histoire de la chaîne
BBC Entertainment est lancée en octobre 2006 pour remplacer BBC Prime sur les marchés asiatiques comme Singapour, Hong Kong, la Thaïlande et la Corée du Sud. En octobre 2006, elle est lancée par Astro en Malaisie, puis par Tata Sky en Inde en Mai 2007.
BBC Entertainment est lancée en décembre 2007 en Pologne par Cyfrowy Polsat. En septembre 2008, elle remplace BBC Prime en Afrique du Sud sur DStv, puis en novembre 2008 en Scandinavie, sur Canal Digital, Com Hem, Telia Digital-TV et FastTV, ainsi qu'en Amérique latine par Sky en août.
Finalement, en décembre 2009, elle est remplacée par "The Biography Channel" sur Astro.

## Diffusion
BBC Entertainment est diffusée en France sur :
- Numéricable : canal 81
- La TV d'Orange : canal 410

BBC Entertaiment est diffusée à l'étranger sur :
- GO (Malte) : canal 302
- RiksTV (en) (Norvège) : canal 22
- Cyfra + (Pologne) : canal 64
- NOS (Portugal) : canal 230
- Numericable Belgique : canal 65